# Unione Sportiva Bagnolese 1937-1938
Questa voce raccoglie le informazioni riguardanti l'Unione Sportiva Bagnolese nelle competizioni ufficiali della stagione 1937-1938.

## Divise
| Casa | Trasferta |

## Rosa
| N. |                   | Ruolo | Calciatore         |
| -- | ----------------- | ----- | ------------------ |
|    | Italia (bandiera) |       | Carlo Alberghini   |
|    | Italia (bandiera) | D     | Giuseppe Antonelli |
|    | Italia (bandiera) |       | Matteo Apicella    |
|    | Italia (bandiera) |       | Alfredo Borza      |
|    | Italia (bandiera) |       | Vincenzo De Julio  |
|    | Italia (bandiera) | C     | Domenico De Nicola |
|    | Italia (bandiera) |       | Eduardo Forlani    |
|    | Italia (bandiera) |       | Diego Franzese     |
|    | Italia (bandiera) |       | Olindo Granada     |

| N. |                   | Ruolo | Calciatore         |
| -- | ----------------- | ----- | ------------------ |
|    | Italia (bandiera) |       | Antonio Manzo      |
|    | Italia (bandiera) | P     | Antonio Marietti   |
|    | Italia (bandiera) |       | Bruno Paccagnella  |
|    | Italia (bandiera) | A     | Aldo Paone         |
|    | Italia (bandiera) |       | Giuseppe Piccolo   |
|    | Italia (bandiera) |       | Zaverio Puccinelli |
|    | Italia (bandiera) |       | Oscar Sacchi       |
|    | Italia (bandiera) |       | Stefano Sbriglia   |

## Risultati

### Serie C

#### Girone E

##### Girone di andata
| Arbitro: | Signorile (Bari) |

|   |           |  |
| ? | Marcatori |  |

| Napoli 10 ottobre 1937 3ª giornata | Bagnolese    | 0 – 0 referto | Foggia | Campo dell'Ilva\| Arbitro: \| Naibo (Roma) \| |
| Arbitro:                           | Naibo (Roma) |               |        |                                               |

| Salerno 17 ottobre 1937 4ª giornata          | Salernitana | 1 – 0 referto | Bagnolese | Stadio del Littorio |
| \| \| \| \| \| Frione 52’ \| Marcatori \| \| |             |               |           |                     |
|                                              |             |               |           |                     |
| Frione 52’                                   | Marcatori   |               |           |                     |

| Arbitro: | Scotti (Taranto) |

|           |           |                |
| Paone 58’ | Marcatori | 33’ Pensierini |

| Arbitro: | Naibo (Roma) |

|  |           |                    |
|  | Marcatori | 5’, 49’ Puccinelli |

| Arbitro: | Ronzio (Roma) |

|              |           |  |
| Sbriglia 66’ | Marcatori |  |

| Arbitro: | Nocentini (Firenze) |

|              |           |  |
| Bertozzi 29’ | Marcatori |  |

| Arbitro: | Baracchi (Firenze) |

|                         |           |  |
| Paone 49’ Sacchi II 83’ | Marcatori |  |

| Arbitro: | Bonamartini (Firenze) |

|               |           |               |
| Sacchi II 12’ | Marcatori | 41’ Di Matteo |

| Arbitro: | Siino (Palermo) |

|                                            |           |  |
| Bellini 11’, 62’ Ravizzoli 68’ Pulzone 73’ | Marcatori |  |

| Arbitro: | Albanese (Taranto) |

|                            |           |               |
| Liberati 15’ Celestini 67’ | Marcatori | 75’ Sacchi II |

| Arbitro: | Catalucci (Firenze) |

|                |           |  |
| Puccinelli 87’ | Marcatori |  |

##### Girone di ritorno
| Napoli 6 febbraio 1938 17ª giornata | Bagnolese | 1 – 2 | Potenza | Campo dell'Ilva |

| Arbitro: | Mariotti (Roma) |

|              |           |               |
| Fariello 82’ | Marcatori | 44’ Sacchi II |

| Napoli 20 febbraio 1938 19ª giornata | Bagnolese           | 0 – 0 referto | Salernitana | Campo dell'Ilva\| Arbitro: \| Nocentini (Firenze) \| |
| Arbitro:                             | Nocentini (Firenze) |               |             |                                                      |

| L'Aquila 27 febbraio 1938 20ª giornata | Aquila | 1 – 0 | Bagnolese | Stadio XXVIII Ottobre |

| Napoli 13 marzo 1938 22ª giornata | Bagnolese | 4 – 1 | Cagliari | Campo dell'Ilva |

| Castellammare di Stabia 20 marzo 1938 23ª giornata | Stabia | 1 – 3 | Bagnolese | Campo S. Marco |

| Napoli 27 marzo 1938 24ª giornata | Bagnolese | 1 – 0 | Cosenza | Campo dell'Ilva |

| Manfredonia 3 aprile 1938 25ª giornata | Manfredonia | 2 – 1 | Bagnolese | Campo Littorio |

| Arbitro: | Mariotti (Roma) |

|          |           |           |
| Calò 25’ | Marcatori | 85’ Paone |

| Napoli 24 aprile 1938 28ª giornata | Bagnolese | 3 – 1 | Catania | Campo dell'Ilva |

| Arbitro: | Gibelli (Milano) |

|              |           |  |
| Franzese 24’ | Marcatori |  |

| Civitavecchia 8 maggio 1938 30ª giornata | Civitavecchiese   | 0 – 0 referto | Bagnolese | Campo Littorio\| Arbitro: \| Curradi (Firenze) \| |
| Arbitro:                                 | Curradi (Firenze) |               |           |                                                   |

### Coppa Italia
| Arbitro: | Biancone (Roma) |

|                                            |           |                                     |
| Sacchi II 63’, 93’ Sbriglia 75’ Paone 110’ | Marcatori | 22’, 104’, 115’ Lessi 69’ Parissone |

| L'Aquila 28 ottobre 1937 Primo turno (ripetizione) | Aquila | 3 – 0 | Bagnolese | Stadio XXVIII Ottobre |